# Distrikt Ucuncha
Der Distrikt Ucuncha liegt in der Provinz Bolívar in der Region La Libertad im Westen von Peru. Der Distrikt wurde am 20. November 1916 gegründet. Er besitzt eine Fläche von 100 km². Beim Zensus 2017 wurden 785 Einwohner gezählt. Im Jahr 1993 lag die Einwohnerzahl bei 1234, im Jahr 2007 bei 946. Die Distriktverwaltung befindet sich in der 2625 m hoch gelegenen Ortschaft Ucuncha mit 672 Einwohnern (Stand 2017). Ucuncha liegt 17 km westlich der Provinzhauptstadt Bolívar.

## Geographische Lage
Der Distrikt Ucuncha liegt am Ostufer des nach Norden strömenden Río Marañón im Westen der Provinz Bolívar.
Der Distrikt Ucuncha grenzt im Westen an den Distrikt José Sabogal (Provinz San Marcos), im Norden an den Distrikt Longotea, im Nordosten an den Distrikt Uchumarca sowie im Osten und im Süden an den Distrikt Bolívar.